# Contea di Bandera
La contea di Bandera (in inglese Bandera County) è una contea dello Stato del Texas, negli Stati Uniti. La popolazione al censimento del 2010 era di 20 485 abitanti. Il capoluogo di contea è Bandera. La contea è stata costituita nel 1856 dalle contee Bexar e Uvalde.
La contea è ufficialmente riconosciuta come la "capitale di Cowboy del mondo" dalla Texas Legislature.

## Geografia fisica
È situata a 29°44′24″N 99°13′48″W.

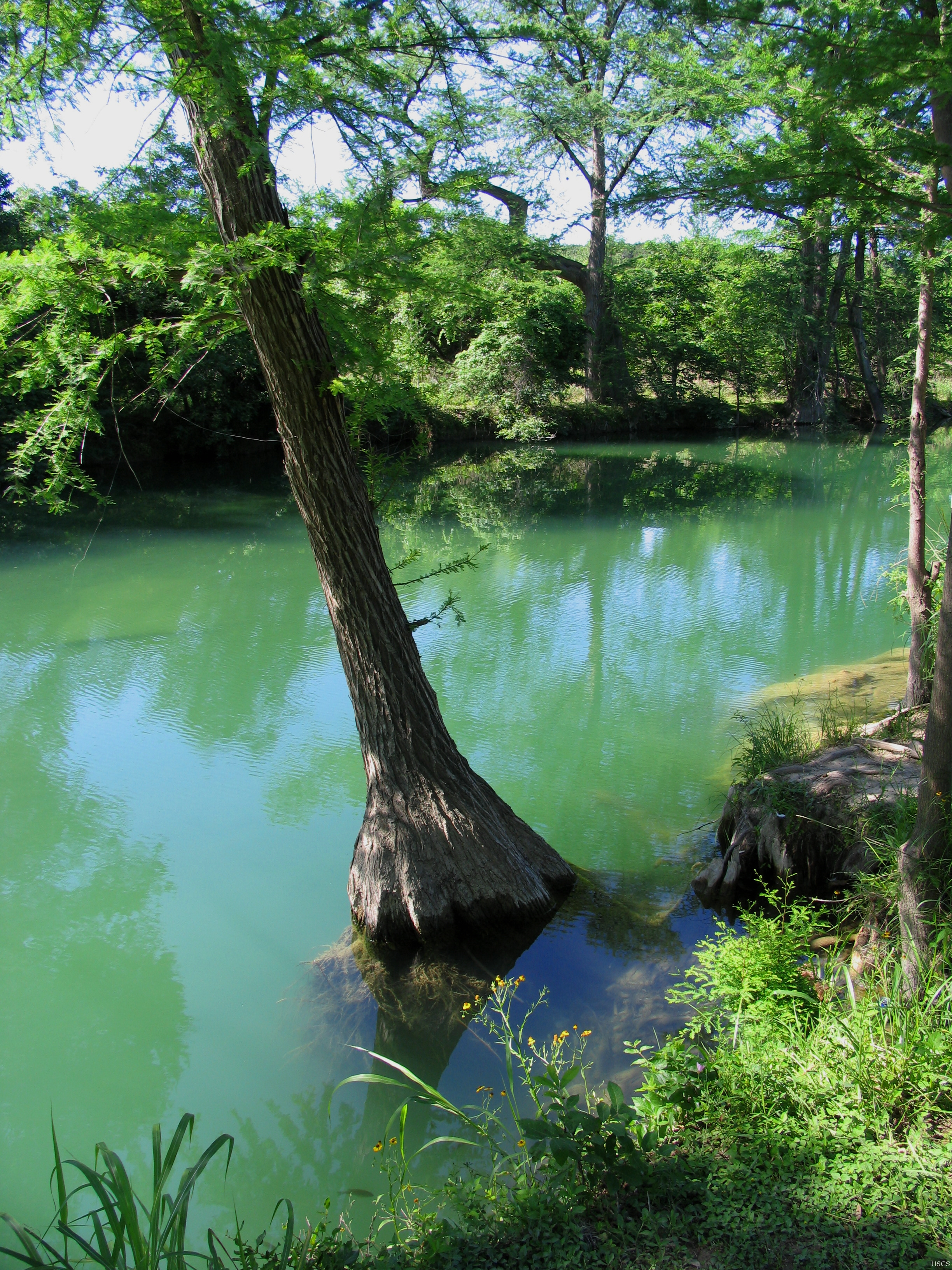
Immagine del Medina River

Secondo l'Ufficio del censimento degli Stati Uniti d'America la contea ha un'area totale di 798 miglia quadrate (2070 km²), di cui 791 miglia quadrate (2050 km²) sono terra, mentre 6.7 miglia quadrate (17 km², corrispondenti allo 0,8% del territorio) sono costituiti dall'acqua. È situata a venticinque miglia a nord-ovest di San Antonio, nella regione dell'Altopiano di Edwards, nel sud-ovest del Texas. La parte occidentale della contea è attraversata dal fiume Sabinal e la parte orientale dal fiume Medina. Lungo i numerosi corsi d'acqua della contea crescono cedri, la querce spagnole, lecci, Quercus stellata, Carya illinoensis, e cipressi. Abbondante inoltre la presenza di cervi e tacchini. Il clima presenta inverni secchi e miti ed estati calde. La piovosità media annua è di ventinove pollici. Non si ricorda alcuna nevicata particolarmente significativa.

### Strade principali
- State Highway 16
- State Highway 46
- State Highway 173
- Park Road 37
- Ranch to Market Road 187
- Ranch to Market Road 337
- Ranch to Market Road 1077
- Farm to Market Road 1283
- Ranch to Market Road 2828
- Farm to Market Road 3240

### Conte adiacenti
- Kerr County (nord)
- Kendall County (nord-est)
- Bexar County (sud-est)
- Medina County (sud)
- Uvalde County (sud-ovest)
- Real County (ovest)

## Storia
I reperti archeologici suggeriscono che i primi abitanti umani della zona arrivarono circa 6.000-10.000 anni fa. Le prime popolazioni ad essersi insediate risultano appartenere ai Lipan Apache e, successivamente ai Comanche.

## Società

### Evoluzione demografica
| Anno       | Popolazione | ±%     |
| ---------- | ----------- | ------ |
| 1860       | 399         | Note:  |
| 1870       | 649         | 62.7%  |
| 1880       | 2,158       | 232.5% |
| 1890       | 3,795       | 75.9%  |
| 1900       | 5,332       | 40.5%  |
| 1910       | 4,921       | −7.7%  |
| 1920       | 4,001       | −18.7% |
| 1930       | 3,784       | −5.4%  |
| 1940       | 4,234       | 11.9%  |
| 1950       | 4,410       | 4.2%   |
| 1960       | 3,892       | −11.7% |
| 1970       | 4,747       | 22.0%  |
| 1980       | 7,084       | 49.2%  |
| 1990       | 10,562      | 49.1%  |
| 2000       | 17,645      | 67.1%  |
| 2010       | 20,485      | 16.1%  |
| Stima 2015 | 21,269      | 3.8%   |

Secondo il censimento del 2000, c'erano 20,485 persone. La composizione etnica della contea era formata dal 92.8% di bianchi, lo 0.5% di afroamericani, lo 0.8% di nativi americani, lo 0.3% di asiatici, il 3.8% di altre razze, e l'1.8% di due o più etnie. Ispanici o latinos di qualunque razza erano il 16.7% della popolazione, Tedeschi americani il 17.6%, inglesi americani il 13.7, e Irlandesi americani il 10.2%.
Secondo il censimento del 2000, c'erano 17,645 persone, 7,010 nuclei familiari e 5,061 famiglie residenti nella contea. La densità di popolazione era di 22 persone per miglio quadrato (9/km²). C'erano 9,503 unità abitative a una densità media di 12 per miglio quadrato (5/km²). La composizione etnica della contea era formata dal 94.02% di bianchi, lo 0.33% di afroamericani, lo 0.90% di nativi americani, lo 0.28% di asiatici, il 2.55% di altre razze, e l'1.86% di due o più etnie. Ispanici o latinos di qualunque razza erano il 13.51% della popolazione.
C'erano 7,010 nuclei familiari di cui il 29.10% aveva figli di età inferiore ai 18 anni, il 60.80% erano coppie sposate conviventi, il 7.30% aveva un capofamiglia femmina senza marito, e il 27.80% erano non-famiglie. Il 23.20% di tutti i nuclei familiari erano individuali e il 9.90% aveva componenti con un'età di 65 anni o più che vivevano da soli. Il numero di componenti medio di un nucleo familiare era di 2.49 e quello di una famiglia era di 2.92.
La popolazione era composta dal 24.70% di persone sotto i 18 anni, il 5.80% di persone dai 18 ai 24 anni, il 25.70% di persone dai 25 ai 44 anni, il 27.60% di persone dai 45 ai 64 anni, e il 16.20% di persone di 65 anni o più. L'età media era di 41 anni. Per ogni 100 femmine c'erano 99.00 maschi. Per ogni 100 femmine dai 18 anni in su, c'erano 98.30 maschi.
Il reddito medio di un nucleo familiare era di 39,013 dollari, e quello di una famiglia era di 45,906 dollari. I maschi avevano un reddito medio di 31,733 dollari contro i 24,451 dollari delle femmine. Il reddito pro capite era di 19,635 dollari. Circa il 7.70% delle famiglie e il 10.80% della popolazione erano sotto la soglia di povertà, incluso il 12.20% di persone sotto i 18 anni e il 9.40% di persone di 65 anni o più.

## Amministrazione
Il giudice della contea è Richard Evans, il procuratore è Janna Lindig. lo sceriffo è Dan Butts, il tesoriere è Terry Wheeler, mentre il capo dei vigili del fuoco è John Stith.

## Educazione
Nella contea di Bandera sono presenti le seguenti scuole:
- Bandera Independent School District
- Medina Independent School District
- Northside Independent School District
- Utopia Independent School District

## Comunità

### City
Bandera

### Census-designated place
Lakehills
Lake Medina Shores

### Comunità non incorporate
Medina
Bandera Falls
Pipe Creek
Tarpley
Vanderpool